# Konstytucja Islandii

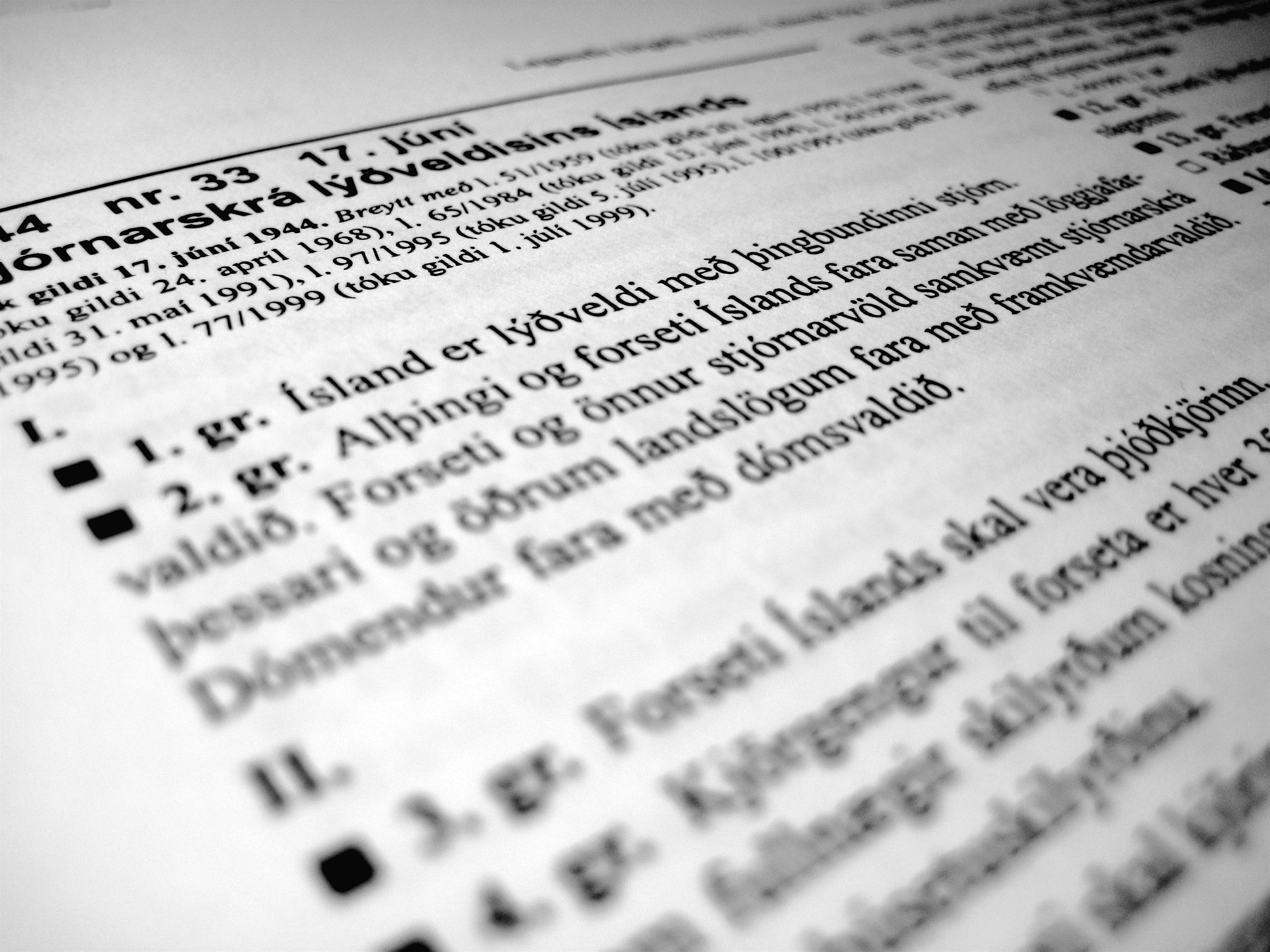
Strona konstytucji

Konstytucja Islandii – najwyższe prawo Islandii. Obecna konstytucja została uchwalona 17 czerwca 1944 roku. Od tego czasu do islandzkiej konstytucji wprowadzono siedem poprawek. Ostatnia zmiana w 2007 zniosła możliwość stosowania weta przez prezydenta.

## Podstawowe zasady ustrojowe
1. Islandia jest republiką z parlamentarną formą rządów (art. 1)
2. Alþingi jest zgromadzeniem ogólnym Islandii (art. 2)
3. Prezydent republiki Islandii wraz z Alþingi sprawują wspólnie władzę ustawodawczą. (art. 2)

## Zmiana Konstytucji
Propozycję poprawek lub uzupełnień do niniejszej konstytucji mogą być wnoszone na zwyczajnych i nadzwyczajnych sesjach Alþingi. Jeśli propozycja zostanie przyjęta Alþingi ulega niezwłocznemu rozwiązaniu się i rozpisuje się wybory powszechne. Jeśli po wyborach Alþingi zatwierdzi zmianę bądź też poprawki w niezmienionym brzmieniu i potwierdzi to Prezydent Republiki zmiana konstytucji wchodzi w życie.

## Treść Konstytucji

### Rozdział I: Podstawowe zasady ustrojowe
W rozdziale pierwszym konstytucji (art. 1 -2) zostały określone podstawowe zasady ustrojowe Islandii.
Art. 1 Określa Islandię jako republikę z parlamentarną formą rządów
Z art. 2 wynika to że przy tworzeniu wszelkich ustaw współpracować powinny ze sobą Alþingi( czyli odpowiednik parlamentu) i prezydent, którzy wspólnie sprawują władzę ustawodawczą. Ten sam artykuł wskazuje również, że Prezydent i inne władze rządowe sprawują władzę wykonawczą.
Rozdział 2 Prezydent Islandii
Rozdział 2 wskazuje na to kto może zostać prezydentem w jakich okolicznościach i jakie warunki musi spełnić by zostać Prezydentem Islandii. Prezydentem może zostać każdy obywatel który ukończył 35 rok życia i spełnia warunki uczestnictwa w Alþingi z wyjątkiem warunku stałego zamieszkania. Art. 3 wskazuje że prezydenta wybiera naród Islandii.  Kadencja prezydenta rozpoczyna się 1 sierpnia i kończy 31 lipca po upływie 4 lat.  Prezydent nie może być deputowanym do Alþingi ani być zatrudniony w instytucji państwowej jak i prywatnej. Urzęduje w Reykjaviku.

### Rozdział II: Procedura wyboru Prezydenta Islandii
Prezydent wybierany jest w bezpośrednim i tajnym głosowaniu przez osoby uprawnione do udziału w wyborach do Alþingi. Kandydat zostaje zgłoszony przez nie mniej niż 1500 i nie więcej niż 3000 wyborców. Jeżeli zgłoszono więcej niż jednego kandydata, wybrany zostaje kandydat z największą liczbą głosów. Jeżeli zostanie zgłoszony tylko jeden kandydat, zostaje on wybrany prawnie bez głosowania. Jeżeli Prezydent umrze lub zrezygnuje z piastowania urzędu przed upływem kadencji, nowy Prezydent wybierany jest na okres kończący się 31 lipca po upływie czterech lat od daty wyborów.

#### Szczególne uprawnienia Prezydenta Islandii
Art. 15 wskazuje, że Prezydent powołuje ministrów oraz zwalnia ich z obowiązków, jak i również określa ich liczbę oraz zakres obowiązków.
Art. 20 wskazuje, że Prezydent może powoływać, odwoływać i przenosić osoby piastujące urzędy publiczne.
Prezydent może również zarządzić rozwiązanie Alþingi i rozpisanie nowych wyborów. Ma również uprawnienia, aby przedstawiać w Alþingi projekty uchwał i ustaw.
Na podstawie art. 29 przysługuje mu prawo łaski (również w postaci aktu abolicji indywidualnej) i amnestii.

### Rozdział III: Alþingi
Art. 31  wskazuje na jakiej zasadzie i w jaki sposób wybierany jest Islandzki parlament. Alþingi składa się z 63 deputowanych wybieranych przez naród na cztery lata w głosowaniu tajnym opartym na zasadzie proporcjonalności.  Okręgów wyborczych nie powinno być mniej niż sześć i nie więcej niż siedem. W każdym okręgu wyborczym przynajmniej sześć mandatów jest rozdzielanych odpowiednio do wyników wyborów w danym okręgu.
Mandaty inne niż te rozdzielane w okręgach wyborczych, zostaną przyznane poszczególnym okręgom wyborczym w celu zapewnienia poszczególnym partiom politycznym reprezentacji możliwie w największym stopniu odzwierciedlającej ogólną liczbę głosów oddanych na każdą partię. Jednak uprawnione do uczestnictwa w tym podziale mandatów są tylko te partie polityczne, które uzyskały minimum pięć procent wszystkich ważnych głosów oddanych w skali całego kraju.
Postanowienia ustawy odnoszące się do granic okręgów wyborczych i metod rozdziału mandatów w parlamencie mogą zostać zmienione tylko większością 2/3 głosów Alþingi.
Wszystkie osoby, które osiągnęły wiek co najmniej 18 lat i są obywatelami Islandzkimi mają prawo głosowania w wyborach do Alþingi. Mówi o tym art. 33
Prawo do kandydowania w Alþingi przysługuje każdemu dorosłemu obywatelowi Islandii warunkiem jest nieposzlakowana opinia.
Procedura zwoływania i szczególne uprawnienia Alþingi
Art. Od 35 do 58 mówią o sposobie działania Alþingi.
Alþingi zwoływany jest na sesje zwyczajne każdego roku w pierwszy dzień października  lub jeżeli jest to weekend w następny dzień powszedni i kontynuuje obrady do tej samej daty następnego roku, chyba że kadencja deputowanych do Alþingi zakończy się wcześniej lub parlament zostanie rozwiązany. Data rozpoczęcia sesji zwyczajnej może zostać zmieniona przez ustawę. Alþingi jest nietykalny. Nikt nie może zakłócać jego spokoju ani naruszyć jego wolności.  Miejscem obrad jest Reykjavik w szczególnych przypadkach Prezydent może zarządzić zmianę miejsca obrad. Posiedzenia Alþingi są jawne. Alþingi może podejmować decyzje, jeżeli na posiedzeniu jest więcej niż połowa jego członków obecnych i biorących udział w głosowaniu. Ministrowie z tytułu swego urzędu uczestniczą w posiedzeniach Alþingi, są uprawnieni do brania udziału w debatach tak często, jak tego sobie życzą, muszą jednak przestrzegać regulaminu parlamentarnego. Mają prawo głosowania jedynie, gdy są deputowanymi do Alþingi.

### Rozdział V: Sądownictwo
Sędziowie rozstrzygają wszystkie spory dotyczące zakresu kompetencji władz publicznych. Jednak nikt, kto skierował sprawę do rozstrzygnięcia w postępowaniu sądowym, nie może w międzyczasie nie podporządkować się decyzji wydanej przez organ władzy publicznej. Organizacja wymiaru sprawiedliwości jest ustanawiana w drodze ustawy. Sędziowie przy wypełnianiu swoich obowiązków kierują się jedynie ustawami, są nieusuwalni z urzędu a może to nastąpić jedynie w drodze orzeczenia sądu. Nie mogą być również przenoszeni na inne stanowisko wbrew ich woli, jednak sędziowie po 65 roku życia mogą zostać zwolnieni z urzędu.

### Rozdział VI: Religia
Konstytucja wskazuje że  Kościół Ewangelicko-Augsburski  jest kościołem państwowym i jest wspierany i chroniony przez państwo.  Art. 63 zapewnia wolność wyznania i stowarzyszania się.  Konstytucja gwarantuje że nikt nie może zostać pozbawiony praw obywatelskich ze względu na swoje przekonania religijne jak również gwarantuje swobodę pozostawania poza związkami religijnymi.  Wskazuje również, że osoby pozostające poza jakimkolwiek  związkiem religijnym zobligowana jest do opłacania składki na rzecz uniwersytetu Islandii.

### Rozdział VII: Podstawowe prawa i wolności jednostki
1. Art. VII normuje podstawowe prawa i wolności jednostki zagwarantowane konstytucyjnie.
2. Wszyscy są równi wobec prawa i korzystają z praw człowieka bez względu na płeć, religię, poglądy, narodowość, rasę, kolor skóry, własność, urodzenie lub inną cechę pochodzenia, mężczyźni i kobiety korzystają z równych praw we wszystkich dziedzinach. (art. 65)
3. Nikt nie może być pozbawiony obywatelstwa Islandii, utrata obywatelstwa może jednak być przewidziana na mocy ustawy gdy osoba przyjmie obywatelstwo innego państwa, cudzoziemiec nabywa obywatelstwo zgodnie z ustawą (art. 66)
4. Nikomu nie można zabronić wyjazdu z Islandii, obowiązuje swoboda osiedlania się (art. 66)
5. Nikt nie może być pozbawiony wolności bez istniejących ku temu przesłanek, osobie, która została pozbawiona wolności w sposób niezgodny z prawem, przysługuje odszkodowanie (art. 67)
6. Nikt nie może zostać poddany torturom lub nieludzkiemu traktowaniu jak i również nikt nie może zostać zmuszony do pracy (art. 68)
7. Nikt nie może zostać poddany karze, chyba że zostanie uznany za winnego (art. 69)
8. Każdy ma prawo do uczciwego procesu przeprowadzonego w sposób bezstronny i w rozsądnym czasie (art. 70)
9. Każdemu przysługuje wolność od ingerencji w jego prywatność, dom i życie rodzinne wszelkie odstępstwa od tej reguły mogą być prowadzone tylko na podstawie orzeczenia sądu lub za zgodą w ustawie (art. 71)
10. Prawo własności jest nienaruszalne, chyba że wymaga tego interes publiczny (art. 72)
11. Każdy ma prawo do wolności myśli wyznania swoich przekonań (art. 73)
12. Każdy ma prawo do wolności stowarzyszania się (art. 74)
13. Każdy ma prawo wolności zajęcia, które wybrał (art. 75)
14. Każdy ma zagwarantowaną opiekę medyczną i opiekę na wypadek inwalidztwa i niedołęstwa jak również bezpłatną oświatę.